# Acanthurus achilles
Acanthurus achilles (лат.) — вид морских лучепёрых рыб из семейства хирурговых (Acanthuridae). Тропическая морская рыба Тихого океана.

## Описание
Максимальная длина тела 25 см. Чёрная рыба с ярко-оранжевой и белой подкладкой вдоль плавников и хвоста. Когда рыба созревает, на хвостовой части появляется яркая оранжевая каплевидная отметка с заострённым смотрящим назад кончиком.

## Питание
Растительноядный вид. Рыбы поедают в основном бентосные водоросли. В неволе принимают замороженные и мясные продукты, такие как рассольные креветки и креветки-мизисы. Как и в случае с другими рыбами-хирургами, водоросли или аналогичные растительные вещества включают в их рацион, чтобы уменьшить агрессию и регулировать метаболические функции.

## Распространение
Встречается на различных рифах Океании, вплоть до Гавайских островов и Островов Питкэрн. Рыба также встречается, хотя и реже, на Марианских островах и даже на некоторых рифах на юге Мексики и Гватемалы.

## Охранный статус
Международный союз охраны природы классифицирует природоохранный статус вида как «вызывающий наименьшие опасения».